# Michael Gentsch
Michael Gentsch (* 30. Dezember 1955 in Taufkirchen (Vils)) ist ein ehemaliger deutscher Ruderer.

## Sportliche Laufbahn
Michael Gentsch begann seine Laufbahn beim Ruder-Club Karlstadt 1928 und trat später für den Würzburger Ruderverein Bayern von 1875/1905 an. Er wurde 1976 Deutscher Meister im Doppelvierer. Bei den Olympischen Sommerspielen 1976 in Montreal belegte er mit Helmut Wolber, Helmut Krause und Norbert Kothe in der Regatta mit dem Doppelvierer den 4. Platz. Ein Jahr später wurde Gentsch zusammen mit Helmut Krause Deutscher Meister mit dem Doppelzweier. Zwei Jahre später gelang ihm dies zusammen mit Hermann Greß in der gleichen Bootsklasse erneut. Bei den Ruder-Weltmeisterschaften 1981 gehörte Gentsch zur Crew des Deutschland-Achters, der den fünften Platz belegte.

## Berufliche Laufbahn
Michael Gentsch absolvierte 1974 sein Abitur am Friedrich-Koenig-Gymnasium in Würzburg und studierte Politik, Volkswirtschaftslehre und Amerikanistik. Anschließend war er im Marketing tätig und wechselte 1988 in die Politik. Gentsch war als Staatssekretär und Regierungssprecher der Landesregierung von Sachsen-Anhalt tätig und war Teil des Organisationskomitees für eine Olympiabewerbung Berlins um die Ausrichtung der Olympischen Sommerspiele 2000. Später war Gentsch zwölf Jahre lang Geschäftsführer einer sozialen Initiative der deutschen Getränkewirtschaft und selbständiger Unternehmensberater. 2009 wurde Gentsch Sportdirektor des Deutschen Ruderverbands. 